# Порт Анџелес (Вашингтон)
Порт Анџелес (енгл. Port Angeles) град је у америчкој савезној држави Вашингтон. По попису становништва из 2010. у њему је живело 19.038 становника.

## Демографија
Према попису становништва из 2010. у граду је живело 19.038 становника, што је 641 (3,5%) становника више него 2000. године.
| Група             | 2000.          | 2010.          |
| Белци             | 16.572 (90,1%) | 16.456 (86,4%) |
| Афроамериканци    | 127 (0,7%)     | 158 (0,8%)     |
| Азијати           | 238 (1,3%)     | 334 (1,8%)     |
| Хиспаноамериканци | 430 (2,3%)     | 767 (4,0%)     |
| Укупно            | 18.397         | 19.038         |